# Stade de Goyang
Le stade de Goyang (en coréen : 고양종합운동장) est un stade de football situé à Goyang en Corée du Sud.
Il a une capacité de 41 311 places. 

## Événements
- Coupe de la paix 2007
- Coupe du monde de football des moins de 17 ans 2007

## Galerie

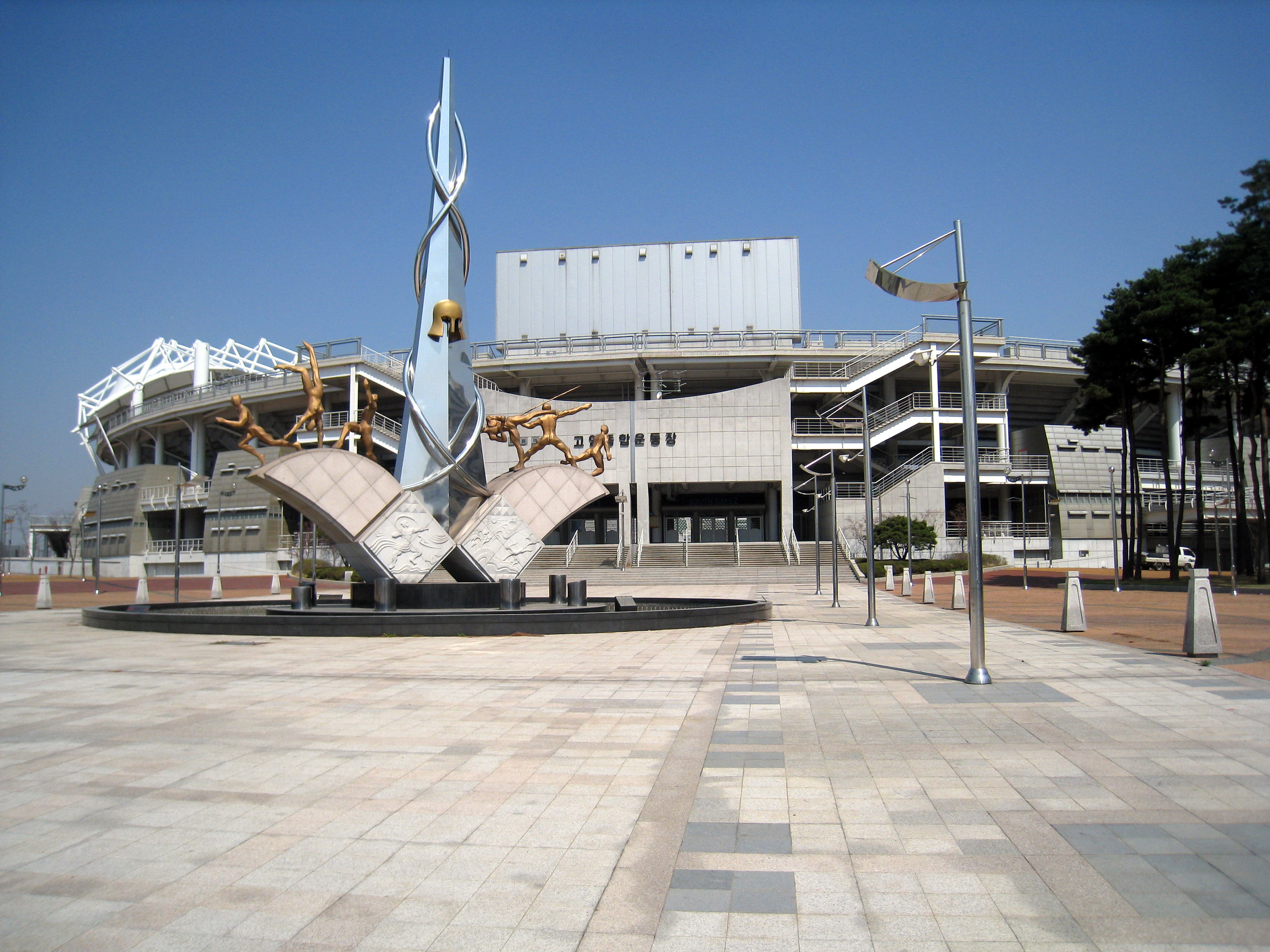